# 130-ті

## Події
Більшу частину десятиліття в Римській імперії правив імператор Адріан, якого після смерті в 138 році змінив Антоній Пій. 
У 132 році в Юдеї спалахнуло повстання Бар-Кохби проти римського панування. Попри початкові успіхи до 135 року повстання зазнало поразки. Як наслідок римляни перейменували зруйнований Єрусалим у Елію Капітоліну, заборонили обрізаним вхід до міста. З цього часу почалася єврейська діаспора. 